# Oenanthe leucopyga
La collalba yebélica o collalba negra de Brehm (Oenanthe leucopyga) es una especie de ave paseriforme de la familia Muscicapidae que vive el  norte de África y Arabia. 

## Descripción

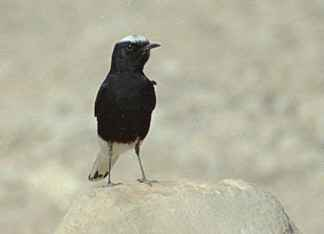
Ejemplar en Israel.

La collalba yebélica mide entre 17–18 cm de largo. Aunque en la mayoría de especies de las collalbas los machos y las hembras tienen plumajes diferentes, los adultos de ambos sexos de esta especie tienen el mismo plumaje, negro en su totalidad, con excepción del píleo y la zona comprendida entre los laterales y bajos de la cola y la zona perianal. Los juveniles carecen del píleo blanco. 
Se distingue de la collalba negra (Oenanthe leucura), con la que coincide en la parte occidental de su área de distribución, porque la collalba negra nunca tiene el píleo blanco. Además la collalba yebélica tiene una T invertida negra en la parte superior de su cola, mientras que la collalba negra tiene solo tiene una lista negra en el centro de su cola.

## Distribución y hábitat
Se extiende por las zonas desérticas rocosas del Sáhara y Arabia, llegando hasta Jordania e Israel. En Europa aparece únicamente como divagante raro. 

## Comportamiento

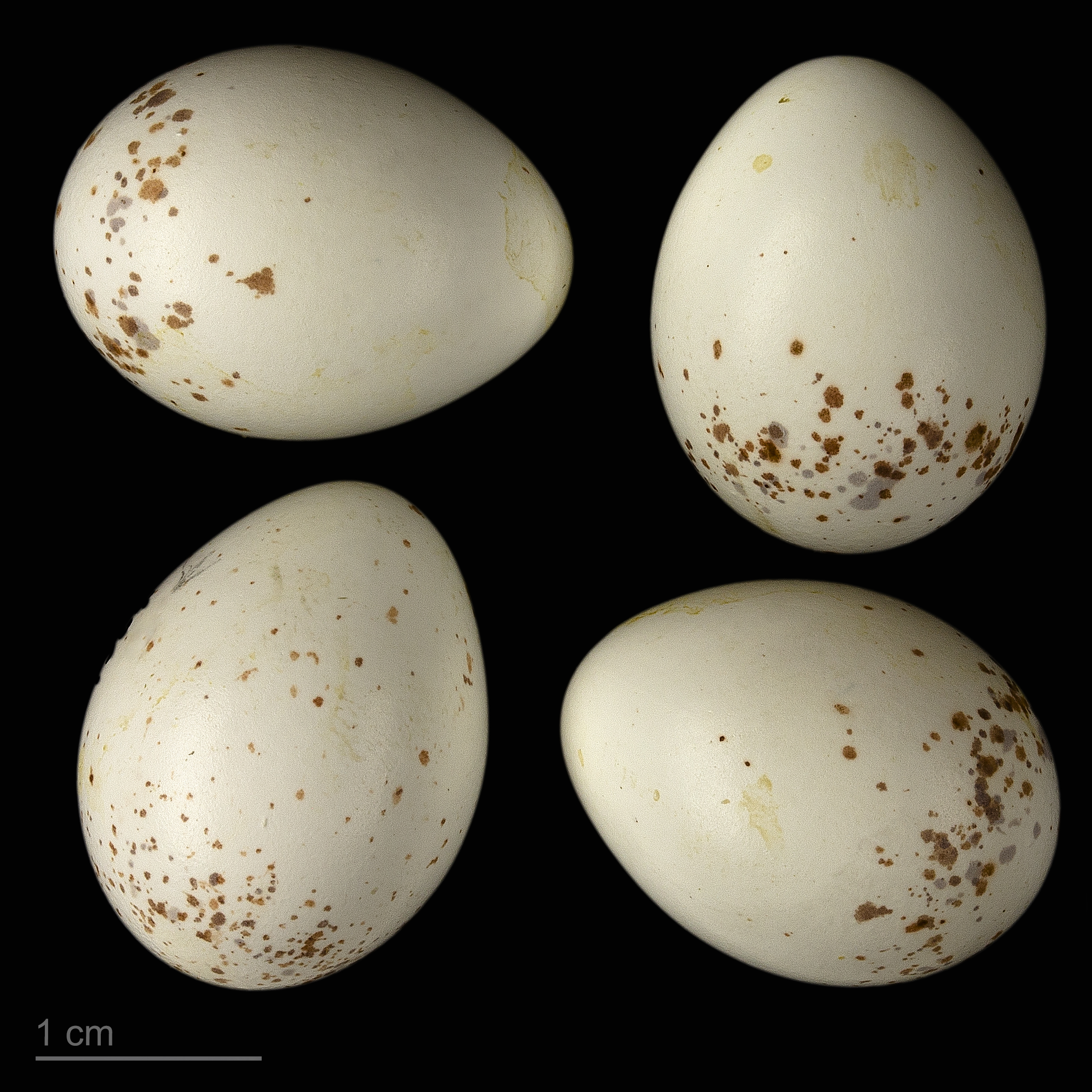
Oenanthe leucopyga aegra - MHNT

Es un ave principalmente sedentaria que se alimenta principalmente de insectos. Anida en las grietas de las rocas o muros, donde pone entre 3 y 5 huevos.
Emite un canto alto y más variado que el de la mayoría de sus parientes, e incluye imitaciones del canto de otras aves.